# Nemum angolense
Nemum angolense är en halvgräsart som först beskrevs av Charles Baron Clarke, och fick sitt nu gällande namn av Larridon och Paul Goetghebeur. Nemum angolense ingår i släktet Nemum och familjen halvgräs. Inga underarter finns listade i Catalogue of Life.